# Acvatintă
Acvatinta (din it. acquatinta) este o tehnică de gravură foarte asemănătoare cu acvaforte, cu deosebirea că pe plăcuța de gravură înainte de scufundarea în acid se presară granule dintr-o substanță rășinoasă, care apoi se încălzește la o flacără, topindu-le. Efectul va fi punctiform, deoarece granulele sapă gropițe pe suport.
Acest tip de gravură e folosit mai ales pentru reprezentarea unor obiecte și suprafețe cu aspect difuz sau pentru redarea atmosferei (cerul, norii).
De obicei, acvatinta se folosește împreună cu acvaforte datorită diferenței de claritate și complementarității dintre ele.